# Cryptophagus micaceus
Cryptophagus micaceus là một loài bọ cánh cứng trong họ Cryptophagidae. Loài này được Rey miêu tả khoa học năm 1889.